# 에비에이션파크역

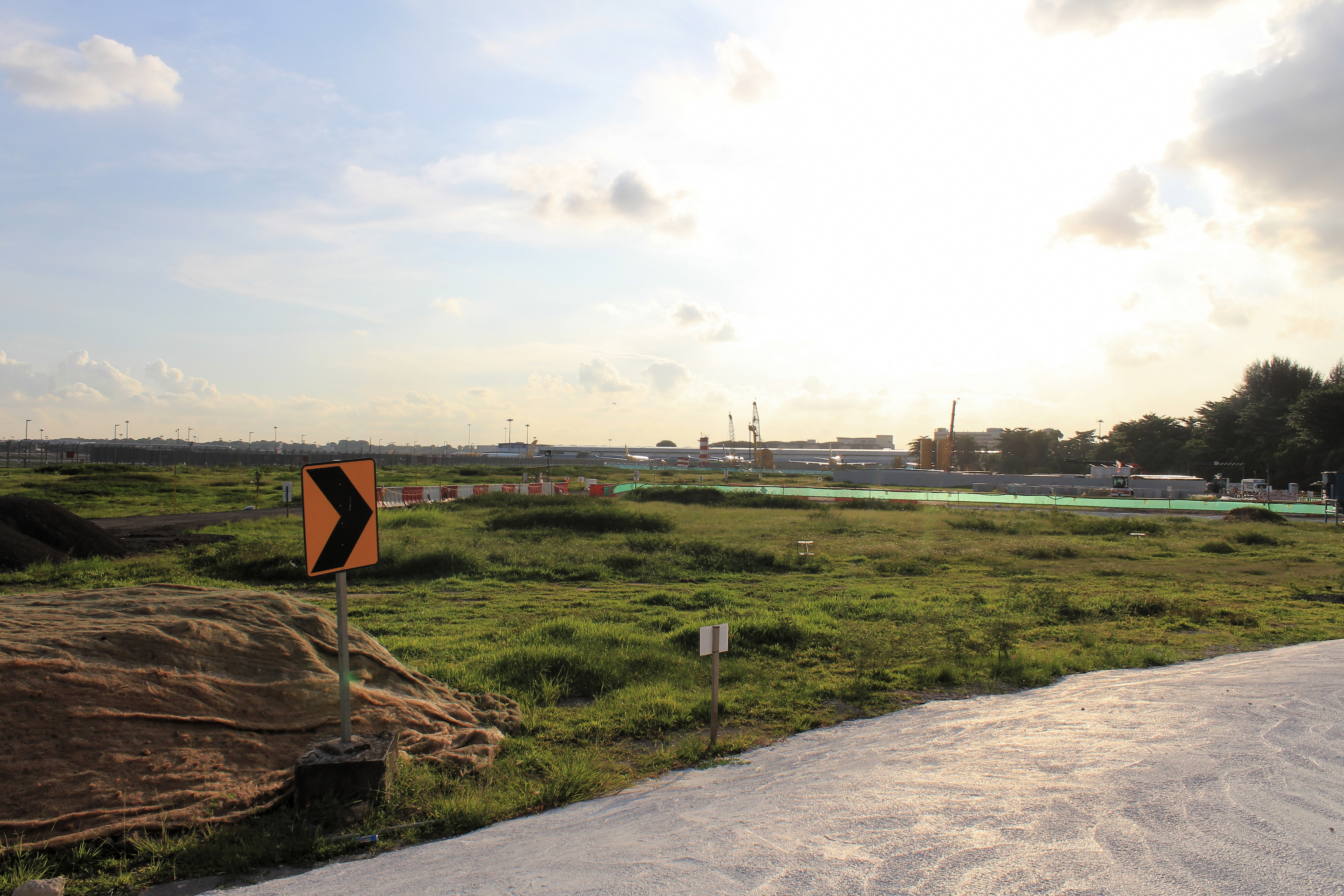

에비에이션파크역(Aviation Park MRT station)은 창이 코스트 로드(Changi Coast Road)와 에비에이션 파크 로드(Aviation Park Road) 옆에 위치한 싱가포르 창이에 위치한 크로스아일랜드선(CRL)의 미래 지하 대중교통 역이다. 이 역은 싱가포르 공항 물류 단지, FedEx – TNT 선박 센터, 창이 전시 센터, 창이 페리 터미널 및 창이 비치 공원을 서비스하게 된다.
2019년 1월에 처음 발표된 이 역은 2030년 개통되면 CRL의 종착역이 될 것이다. CRL은 향후 창이 공항까지 추가로 확장될 예정이다.